# Pseudocophora ambusta
Pseudocophora ambusta es una especie de insecto coleóptero de la familia Chrysomelidae.
Fue descrita científicamente en 1834 por Erichson.